# لومپت
لومپت شهری در کشور کامبوج است که جزو تقسیمات اداری رتناکیری محسوب می‌شود و جمعیت آن براساس سرشماری سال ۱۹۹۸ میلادی ۱۶٫۹۹۹ نفر بوده که در سال ۲۰۰۵ میلادی به ۲۱٫۸۳۰ نفر افزایش یافته‌است.

## جستارهای وابسته

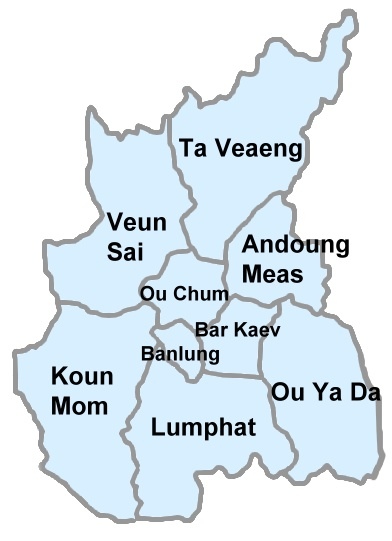

نقشه استان رتناکیری کامبوج